# Gottfred Faber
Christian Gottfred Weber Faber (født 28. januar 1822 i Odense, død 6. november 1883 sammesteds) var en dansk teolog, adjunkt og politiker. Han var far til Knud Faber og Harald Faber.
Han var søn af biskop Nicolai Faber og Christiane Petrea Kaarup, blev 1838 student fra Odense Katedralskole, cand.theol. 1843 og ansat som midlertidig lærer ved Odense Katedralskole i 1847, blev adjunkt 1848, hvor han virkede til sin død i 1883 og 1881 blev skolekasserer. Han opholdt sig i udlandet fra 1850 til 1852.
Fra valget 14. juni 1861 til 5. marts 1864 var han som højremand valgt til Folketinget i Odensekredsen (Odense Amts 1. Valgkreds). Han undlod at genopstille ved valget i 1864. Faber var desuden medlem af Odense Byråd fra 18. februar 1862 til 31. december 1866. Derefter var han indtil 1872 kritisk revisor i Odense.
Han ægtede 3. september 1853 i Odense Bertha Magdalene Bruun Muus (født 29. september 1832 i Kerteminde, død 5. februar 1916 i København), datter af svensk-norsk vicekonsul, grosserer Elias Bendz Muus og Marie Christine Bruun.